# 歇甲庄村
歇甲庄村，位于北京市昌平区南侧北七家镇，东部紧邻天通苑，西侧与朝阳区接壤，以小清河作为其与朝阳区的自然分界线。歇甲庄村规划分为一生产队和二生产队。二生产队有蔬菜种植项目，一生产队有乳牛业务。